# 加泰罗尼亚考古博物馆
41°22′11″N 2°9′28″E / 41.36972°N 2.15778°E
加泰罗尼亚考古博物馆（西班牙語：Museo de Arqueología de Cataluña）是一座位于西班牙巴塞罗那皇宫公园的考古博物馆，(MAC)，在蒙特惠奇山山脚下，紧挨着皇宫。主要针对加泰罗尼亚地区不同时期的考古遗迹进行保护，研究以及传播，博物馆主要分为两层，一层为固定展区，主要展出加泰罗尼亚大区和巴利阿里群岛出土的文物，这些文物的年代从旧石器时代直到中世纪。二层为特别展区，会不定期的提供各类主题的展览，内容十分的丰富。同时，博物馆也是加泰罗尼亚考古协会成员之一。， 它隶属于加泰罗尼亚政府文化部，由文化遗产管理部负责。

## 建筑
当时这块原址还不是博物馆，而是为1929年巴塞罗那世博会建设的临时展馆----平面艺术馆，在世博会结束之后，临时展馆也被拆除，目前所看到的考古博物馆是在当时原址上进行的重新改造的。直到1932年完工后，第二共和国政府将其作为考古博物馆重新将其使用。

## 历史
1935年，加泰罗尼亚考古博物馆正式开幕，由博物馆的首任馆长佩雷·博世先生揭幕。有着丰富的管理经验，他曾是巴塞罗那2个重要博物馆的负责人，分别是Museo de Santa Ágata和Museo de la Ciutadella。他通过各种方式集合了巴塞罗那的公共考古资源，以及一些私人收藏。提出了建设个博物馆的想法。第一个博物馆草案于1934年10月1日被通过。随后由设计师Josep Gudiol将内部进行规划调整。紧接着一年，加泰罗尼亚考古博物馆在佩雷·博世先生和文图拉·加索尔先生的推动下正式开幕。
西班牙内战期间，博物馆扛起了保护这些珍贵的考古遗产的重要任务，即便在1939年这个因战乱而不得不流亡的时期。在巴塞罗那市被長槍黨占领的当天，（历史长达28年之久）马丁·阿尔马格罗被任命为博物馆馆长，并将其更名成“巴塞罗那省博物馆”，转交由巴塞罗那议会管理。

## 常设展区
博物馆与2010年到2013年期间更新了常设展馆，现有的固定展区其所占的面积超过4000㎡，主要为文物书记，语音设备，多媒体资源展区，图像资源，模拟场景等，这些文物，设备主要反映加泰罗尼亚大区和巴利阿里群岛文化现象。其内容包含了史前史，青铜时期，原始时代，生活在伊比利亚半岛上人们的丧葬礼仪，以及一些在伊比利亚半岛上出现过的希腊文明，腓尼基文明和罗马帝国文明。
其中最具代表性的作品是阿斯克勒庇俄斯神的雕像，它原是该馆馆藏，后于2008年被移至到了Empúries博物馆。。其他著名的作品有旧石器时代的一些石质工具，53.200年前位于锡切斯的尼安德特人的骨骸，蒂维萨镇上的考古遗址，还有就是一些古罗马人，古腓尼基人，古希腊人在伊比利亚半岛上所遗留下的陶器遗产。
另外，博物馆还发行了自己的报刊杂志，至今已有1,554期刊，收藏了35,560书籍。

## 临时展区
加泰罗尼亚考古博物馆从加入考古协会之后，积极配合协会工作，为吸引更多的观光游客，设置的临时展馆，定期更替主题，创新内容，跨越多个领域，目前所有的几个重要的临时展馆有：
- 脆弱的时光展，该展区主要以玻璃为主题，讲述了古代玻璃的制作生产工艺，展示了玻璃材料，玻璃工艺品，体现了古时高超的玻璃工艺。
- 梳妆的历史，该展区展示了古代女性所梳化的工，例如香水，头梳，化妆品等，展示了古代女子对美的追求。
- 奥兹（冰木乃伊） ÖTZI，该展区展示的是发现在阿尔卑斯山冰木乃伊奥兹的遗骸以及同时所发现的船只碎木，据说距今已有5300年。
- 罗马面孔， 该展区主要放置了一些古罗马帝国时期重要人物的雕像作品，以头像，半身像，石棺为主。
- 梳理死亡，该展区听上去名字有点渗人，但一点也不觉得恐怖，主要是讲述史前的梅诺卡地区的丧葬仪式，是件神圣有庄严的事。